# Silvano Ribeiro
Silvano Ribeiro OA (Valpaços, Rio Torto, 17 de Outubro de 1923 — Lisboa, 5 de Outubro de 2004[carece de fontes?]) foi um oficial da Armada Portuguesa.

## Biografia
Integrou a Junta de Salvação Nacional formada após o 25 de Abril de 1974 e exerceu, entre outras funções, o cargo de Ministro da Defesa Nacional.
Capitão de Mar e Guerra, a 4 de Outubro de 1956 foi feito Oficial da Ordem Militar de São Bento de Avis.